# 索科尔 (马加丹州)
索科尔（羅馬化：Sokol）是俄罗斯马加丹州的市级镇，属州辖市马加丹市，地处马加丹州西南部，在州府马加丹北偏西方不远处。R504公路（科雷马公路）经过该地。
建于1962年，1964年设市级镇。该地2021年人口有4,835人；2010年人口4,685；2002年人口4,715；1989年人口8,011。